# Парижский метрополитен
Парижский метрополитен (фр. Métro de Paris, сокращение от первоначального названия «столичная железная дорога» фр. chemin de fer métropolitain; слова «метрополитен» и «метро» получили всемирное распространение именно благодаря парижскому метро) — система скоростного подземного общественного транспорта Парижа. Вход в метро обозначен большой буквой «М». Сеть метро охватывает весь Париж и его ближайшие пригороды. Метро проложено сравнительно неглубоко, глубже располагается сеть пригородных электричек RER, насквозь пересекающая французскую столицу несколькими линиями (А, B, C, D, E) под землёй.
Метро расположено в основном под землёй и имеет длину 224 километра. Имеется 308 станций, из которых 64 имеют переходы между линиями. Имеется 16 линий, пронумерованных от 1 до 14 с двумя линиями, которые названы 3bis и 7bis, потому что они начинались как ветви линий 3 и 7; позже они официально стали отдельными линиями, но нумерация осталась прежней. Линии обозначены на картах номером и цветом, а направление движения обозначено конечной точкой.
Это вторая по загруженности система метро в Европе после Московского метрополитена, а также десятая по загруженности в мире. В 2015 году было перевезено 1,520 миллиарда пассажиров, 4,16 миллиона пассажиров в день, что составляет 20 % от общего объёма пассажироперевозок в Париже. Эта одна из самых плотных систем метро в мире, с 246 станциями в пределах 86,9 км2 от города Парижа. Шатле — Ле-Аль, с пятью линиями метро, тремя пригородными поездами RER и платформами длиной до 800 м является одной из крупнейших станций метро в мире. Между тем, метро плохо приспособлено для маломобильных граждан, так как большинство станций было построено ещё до того, как этому вопросу стали уделять внимание.
Первая линия Парижского метро построена ко Всемирной выставке 1900 года — её официальное открытие состоялось парой месяцев позже. Затем и вплоть до второй мировой войны сеть метро быстро развивалась в пределах центрального Парижа — к 1920-м годам было готово ядро системы, в 1930-х — построены продолжения в пригороды. В послевоенное время обновился подвижной состав сети, что позволило увеличить пассажиропоток, но дальнейшие улучшения были ограничены конструкцией сети и, в частности, малыми расстояниями между станциями. Помимо метро, центр Парижа и его городские районы обслуживаются системой RER, разрабатывавшейся начиная с 1960-х годов. В конце 1990-х годов была построена автоматизированная линия 14 для разгрузки линии A (RER).

## История
Парижский метрополитен — один из старейших метрополитенов в Европе (четвёртый после лондонского, будапештского и метрополитена Глазго). Первые линии метрополитена прокладывались строго под проезжей частью улиц; отклонение от оси улиц грозило попаданием в подвалы и погреба домов. Некоторые станции имеют искривлённую платформу из-за недостаточной ширины улиц. По этой же причине береговые платформы на некоторых станциях не находятся точно друг против друга.

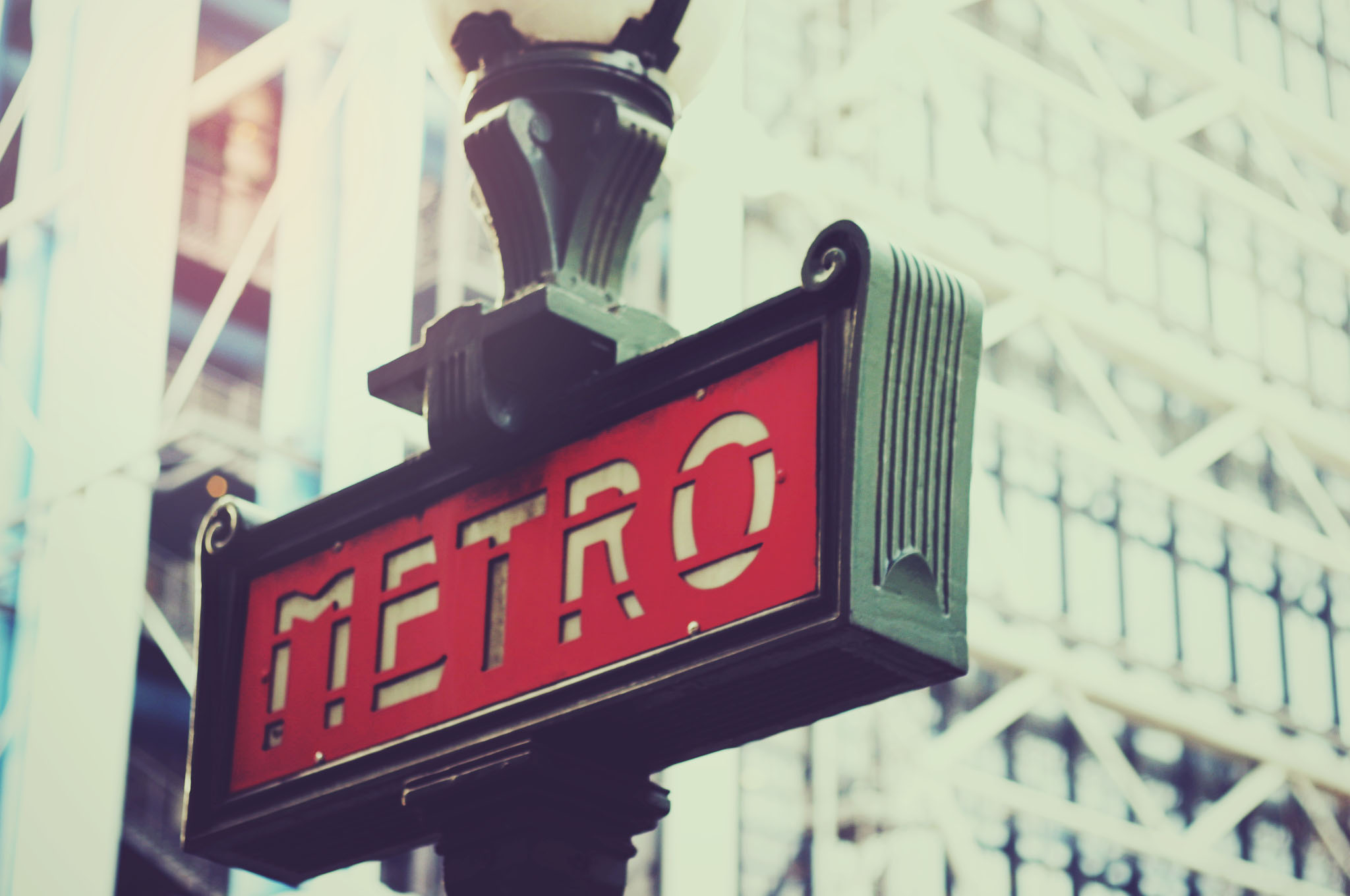
Один из вариантов оформления входа

Открыт 19 июля 1900 года к Всемирной выставке; билет на первой ветке «Венсенский замок — Порт-Майо» стоил 15 сантимов старыми франками для второго класса и 25 сантимов — для первого. Большинство линий в центре построено к 1920 году. Особенностями являются короткие перегоны между станциями, большая плотность сети метрополитена в центре города и оформление первых станций в стиле модерн (ар нуво) дизайнером Эктором Гимаром.
Метрополитен строился с разной интенсивностью на протяжении всего XX века, продлевая свои линии в пригороды. С 1969 года связан с системой городских поездов RER (фр. Réseau express régional d'Île-de-France).

## Современное состояние
Парижский метрополитен имеет 14 пронумерованных «больших» линий плюс 2 короткие (3-бис и 7-бис) — бывшие ответвления 3-й и 7-й линий. В парижском метрополитене действует линейно-маршрутная система движения поездов.
Длина путей — 214 км, 304 станции (в том числе 64 пересадочных). Поскольку пересадочные станции принадлежат более чем одной линии, то общее число остановок на всех линиях метро составляет 387. Среднее расстояние между станциями — 562 м. Практически все линии — подземные, надземных станций только 21 (из них бо́льшая часть на линии 6). В Парижском метрополитене имеется 7 метромостов через разные реки, большая часть (5 мостов) — через Сену, а также по одному через канал Арсенал (на линии 5) и через Марну (на линии 8).
Пассажирооборот — примерно 4,5 млн пассажиров в день (второе место по загруженности среди метрополитенов Европы после Московского метрополитена и 10-е место в мире).
Двери в вагонах большинства линий открываются не автоматически, а лишь после нажатия пассажиром на зелёную кнопку в двери или после поднятия вверх закреплённого на двери металлического рычага.
Названия станций в некоторых вагонах объявляют дважды с интервалом около 2 секунд. В таких вагонах также имеется световой индикатор, показывающий текущую и следующую станции. В вагонах старого образца ни объявлений, ни индикатора нет, поэтому пассажирам приходится следить за названиями станций, написанными на стенах станций крупными буквами на синем фоне. План линии с названиями следующих станций можно увидеть над выходными дверями вагонов. Каждый состав курсирует, как правило, по одной линии, поэтому во время поездки можно смело ориентироваться по этому плану. Перед выходом из метрополитена наружу на платформе всегда можно найти подробный план городского квартала, куда ведёт выход.
На всех станциях линии 14 и части станций линии 4 установлены платформенные раздвижные двери. На всех станциях линии 1 и большей части станций линии 13 установлены автоматические платформенные ворота.
Время работы Парижского метро с 5:30 до 1:15 по будним дням. В пятницу, субботу и праздничные дни метро работает до 2:15 утра.

## Стоимость проезда и способы оплаты

Турникет усиленного типа на станции, 2017

Стоимость разового билета для проезда в парижском метро в 2023 году такая же, как и на других видах городского транспорта, и составляет 2,10 евро. Проход на станции — через преградные турникеты. При покупке так называемого карне (фр. carnet — книжка, 10 билетов за 16,90 евро) стоимость билета, соответственно, составляет 1,69 евро. Билеты можно использовать для проезда на метро, автобусах, трамваях, а также в пределах зоны 1 RER. Стоимость билета на интегрированные с метрополитеном линии RER А, B, C, D, E зависит от количества проезжаемых тарифных зон. Однако использовать активированный билет, чтобы сделать пересадку с метро на автобус или обратно, нельзя — его действие прекращается сразу же за линией турникетов. Билеты в основном продаются в автоматах (где есть возможность выбрать английский, немецкий, французский, итальянский языки). Билеты также можно приобрести у кассиров в киосках на входах на станции. Проездная бесконтактная пополняемая карта NaviGo действует на всех видах общественного транспорта. По карте NaviGo можно активировать безлимитные абонементы на различные сроки, наиболее популярными из них, согласно отчёту на официальном сайте RATP, являются недельные и месячные безлимитные проездные на все виды транспорта в пределах разного количества зон.

## Технические данные
- Средняя скорость движения поездов — 35 км/ч.
- Ширина колеи — стандартная (1435 мм), питание от третьего рельса (750 В, постоянный ток).
- Линии 1, 4 и 14 полностью автоматизированы («поезда без машинистов»).
- Большинство станций — односводчатые или однопролётные с боковыми платформами, построенные по типовым парижским проектам. Исключение составляют некоторые бывшие или действующие конечные станций (особенно построенные до Первой мировой войны), наземные открытые станции в пригородах, а также станция «Гар-де-Льон» на линии 14.
- До Первой мировой войны в Парижском метрополитене применялась практика оборота поездов по разворотным петлям, располагавшимся на конечных станциях возле бывшей стены Тьера. После продления линий в пригороды петли выводились из регулярной эксплуатации. Тем не менее, по состоянию на 2017 год сохранились следующие разворотные петли:
  -  Порт-Майо — разворотная петля старой (1900—1936) конечной линии 1, преобразована в ПТО для поездов серий MP 05.
  -  Порт-Дофин — используется для регулярного оборота поездов.
  -  Насьон — используется для регулярного оборота поездов.
  -  Порт-де-Шанперре — не используется для регулярного оборота поездов, выезд с одного из путей разобран.
  -  Гамбетта — после перестройки узла в 1969—1971 годах сохранилась частично как ССВ между линиями 3 и 3bis.
  -  Порт-де-Лила — используется для регулярного оборота поездов.
  -  Порт-де-Клиньянкур — используется для регулярного оборота поездов.
  -  Порт-д'Орлеан — используется для отстоя поездов, выезд с петли на станцию разобран.
  -  Пляс д'Итали — используется для регулярного оборота поездов.
  -  Шарль де Голль — Этуаль — используется для регулярного оборота поездов.
  -  Насьон — используется для регулярного оборота поездов в часы пик, в остальное время поезда в сторону Пикпюса отправляются через въездную дугу с переходом между путями по пошёрстному съезду.
  -  Порт-де-ля-Виллет — не используется для регулярного оборота поездов.
  -  Энвалид — в 1922—1976 годах использовалась как ПТО, потом была законсервирована.
  -  Порт-де-Клиши — не используется для регулярного оборота поездов.
- На служебной соединительной ветви с перегона Насьон — Аврон в депо де Шаронн имеется единственное в Парижском метрополитене одноуровневое пересечение с автомобильной дорогой (одной из парижских улиц), используемое в регулярном движении поездов.
- С 2010-х годов в Парижском метрополитене стала применяться практика т. н. «временных» переименований определённых станций по особым событиям. Наиболее крупные акции подобного рода прошли 1 апреля 2016 года[13] (в День смеха), а также в июле 2018 года в честь победы сборной Франции по футболу на ЧМ-2018.

## Подвижной состав

### Пассажирский подвижной состав
Серии подвижного состава Парижского метрополитена кодируются обозначениями MF (matériel fer, для обычных путей) и MP (matériel pneu, для путей с шинным ходом).

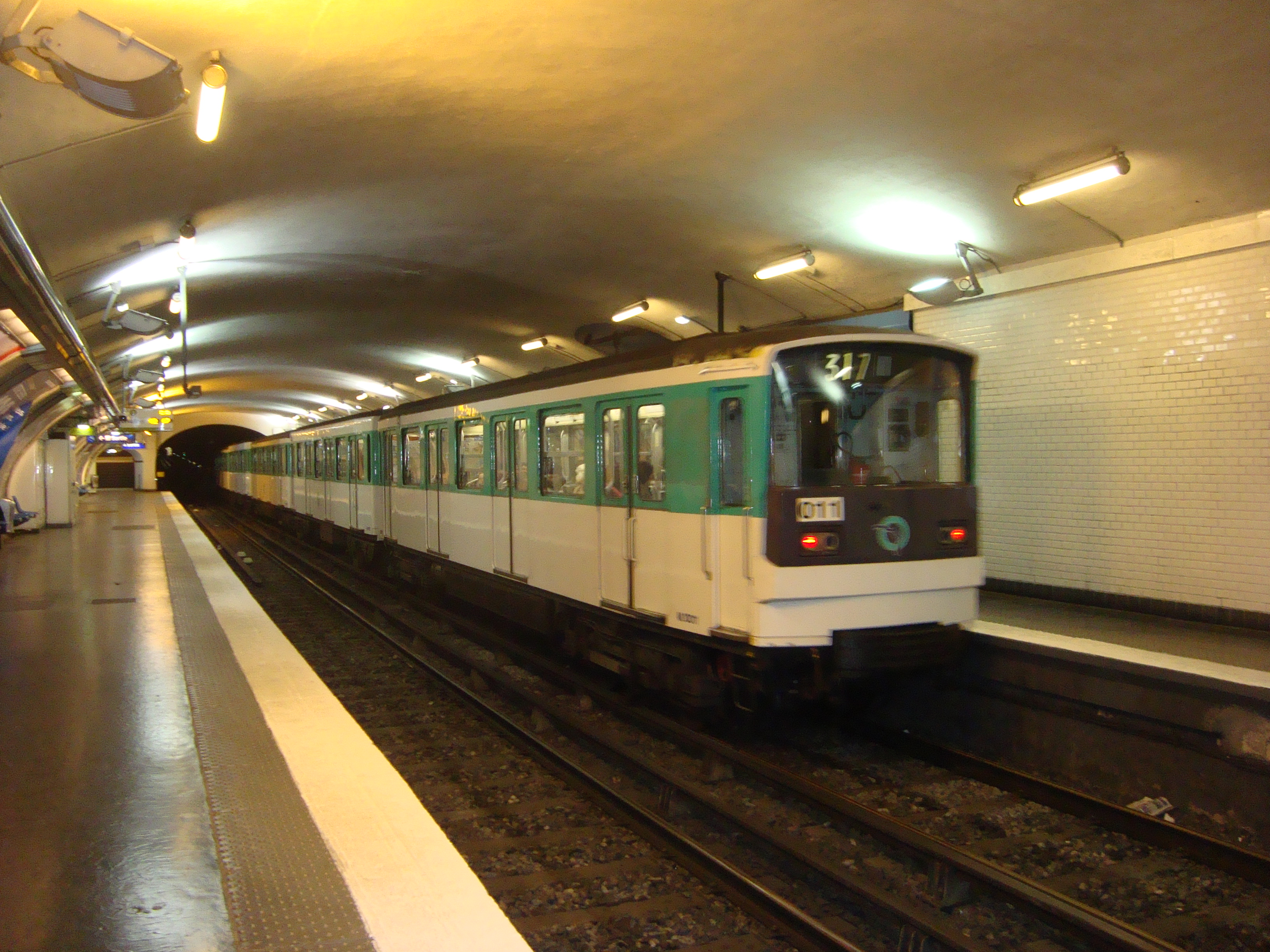
MF 67 — по 5 вагонов (линии 3, 10 и 12) и 3 вагона (линия 3bis)
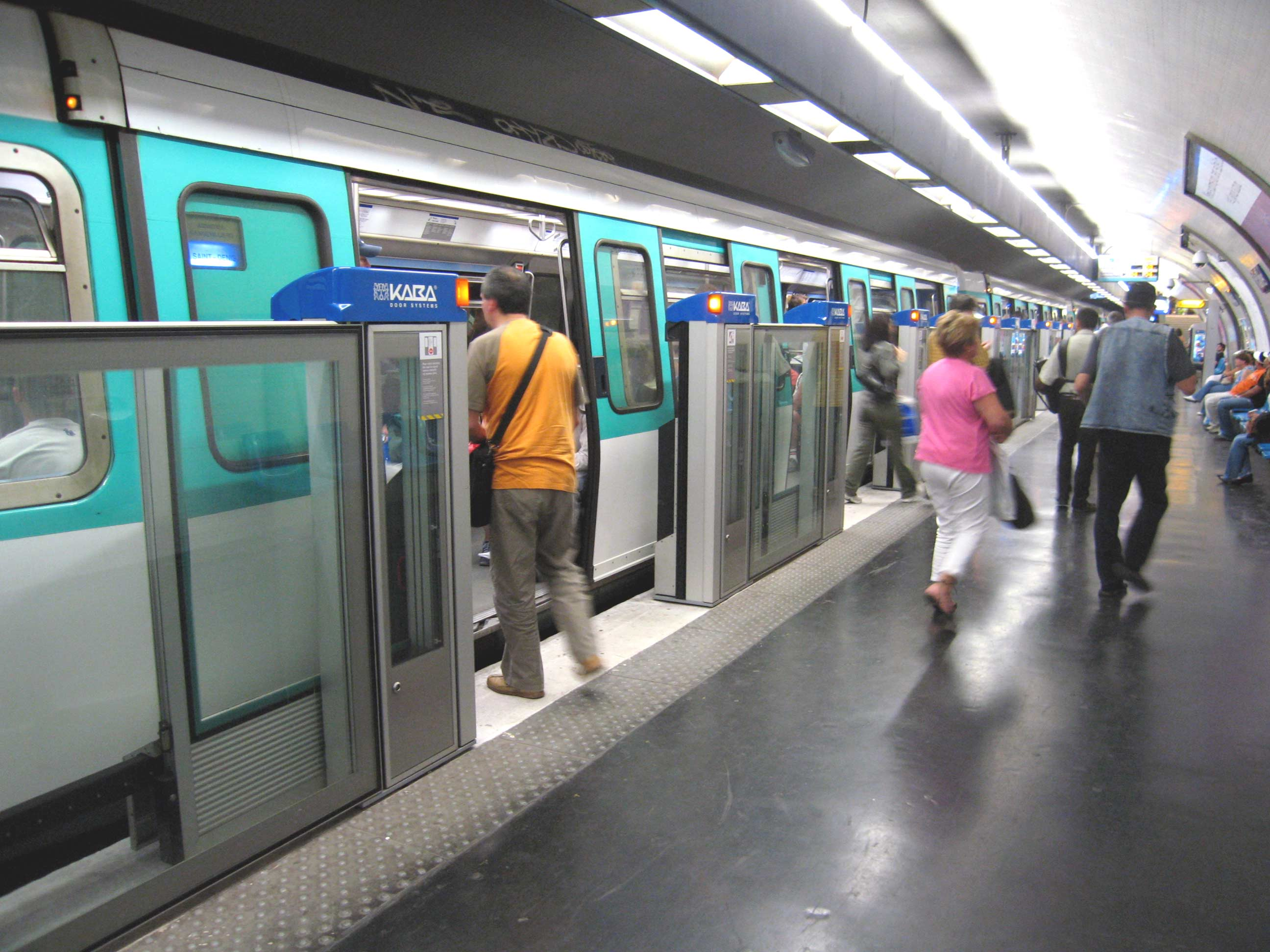
MF 77 — по 5 вагонов (линии 7, 8, 13)
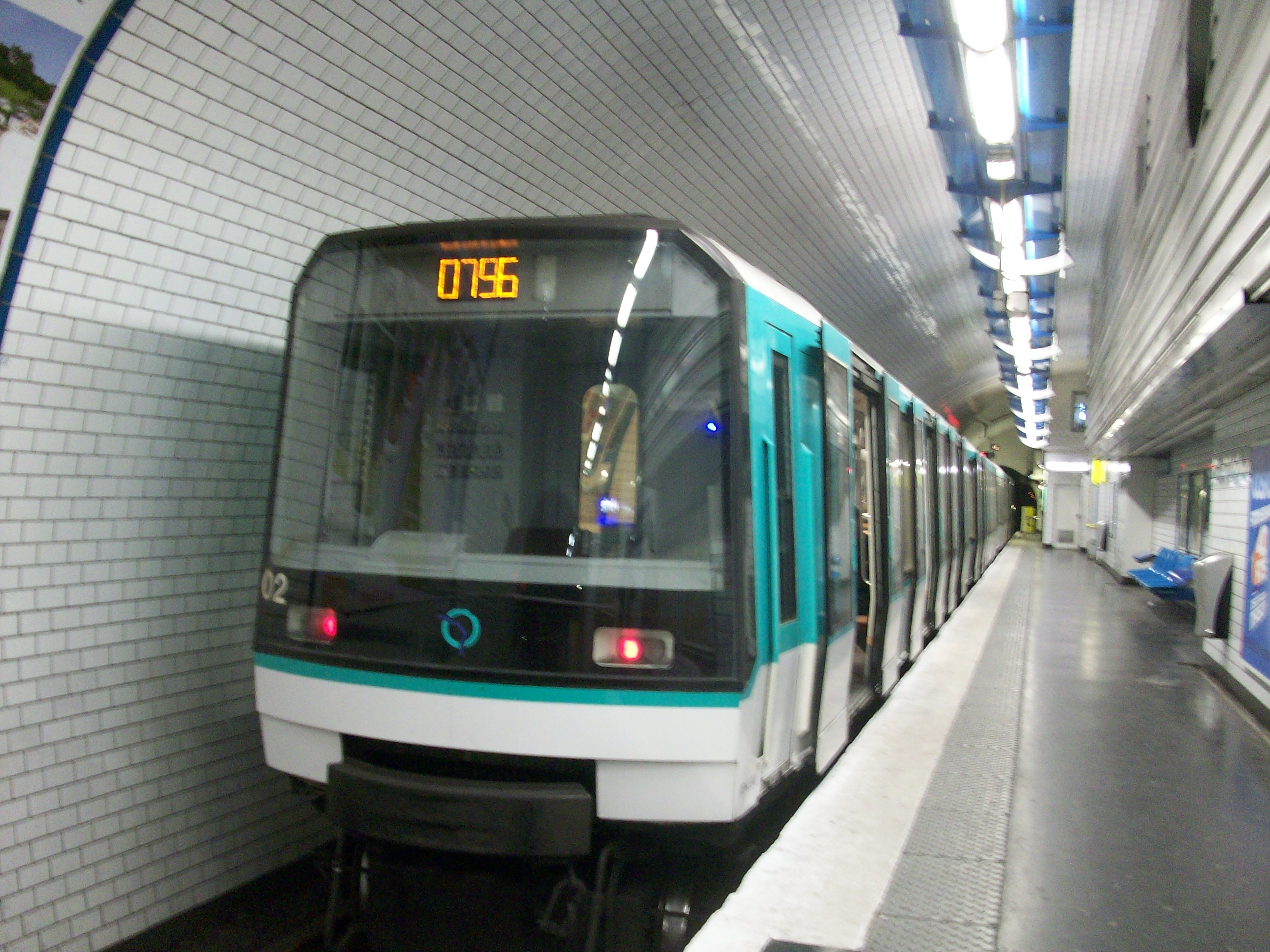
MF 88 — по 3 вагона (линия 7bis)
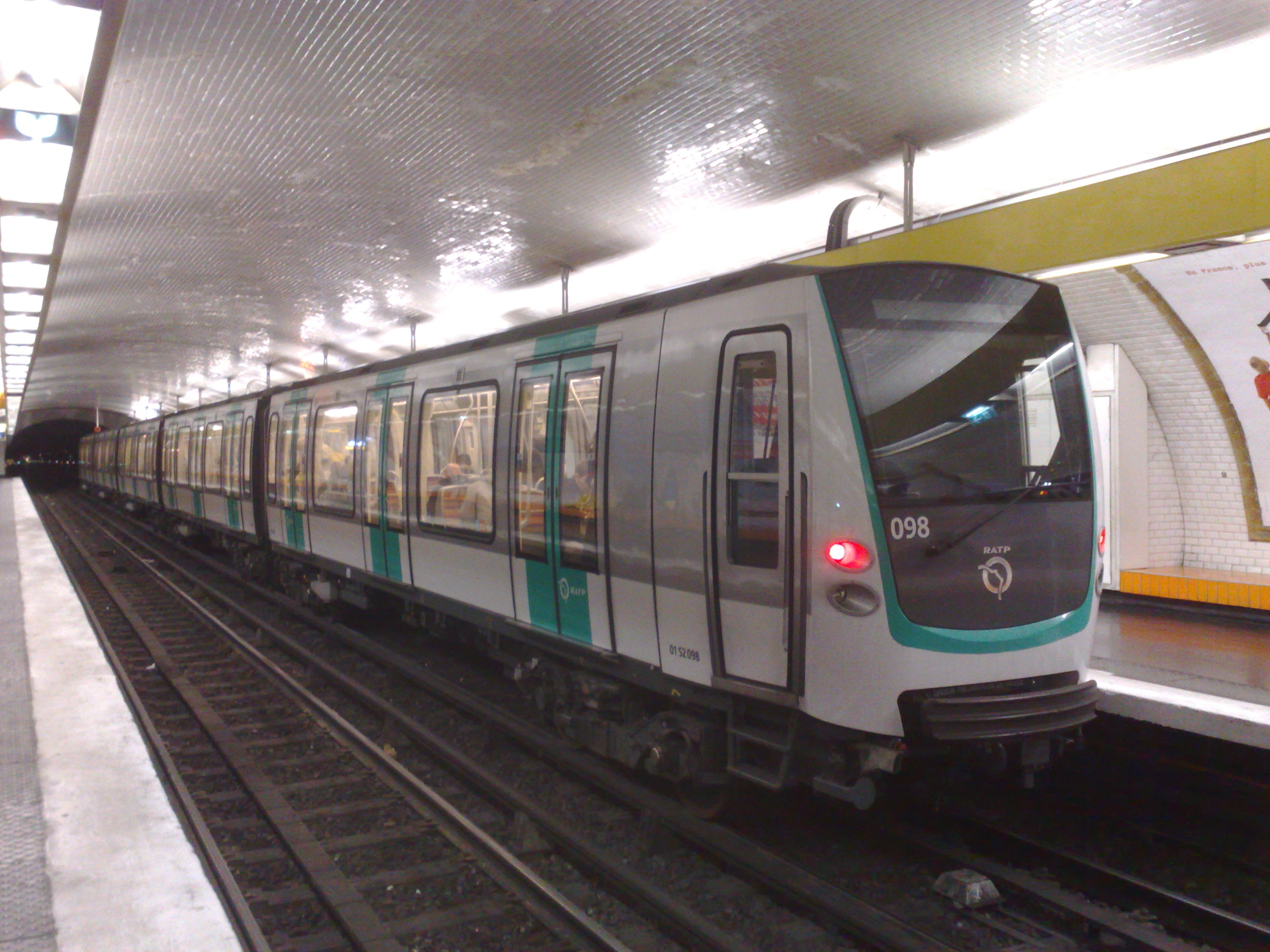
MF 01 — по 5 вагонов (линии 2, 5, 9)

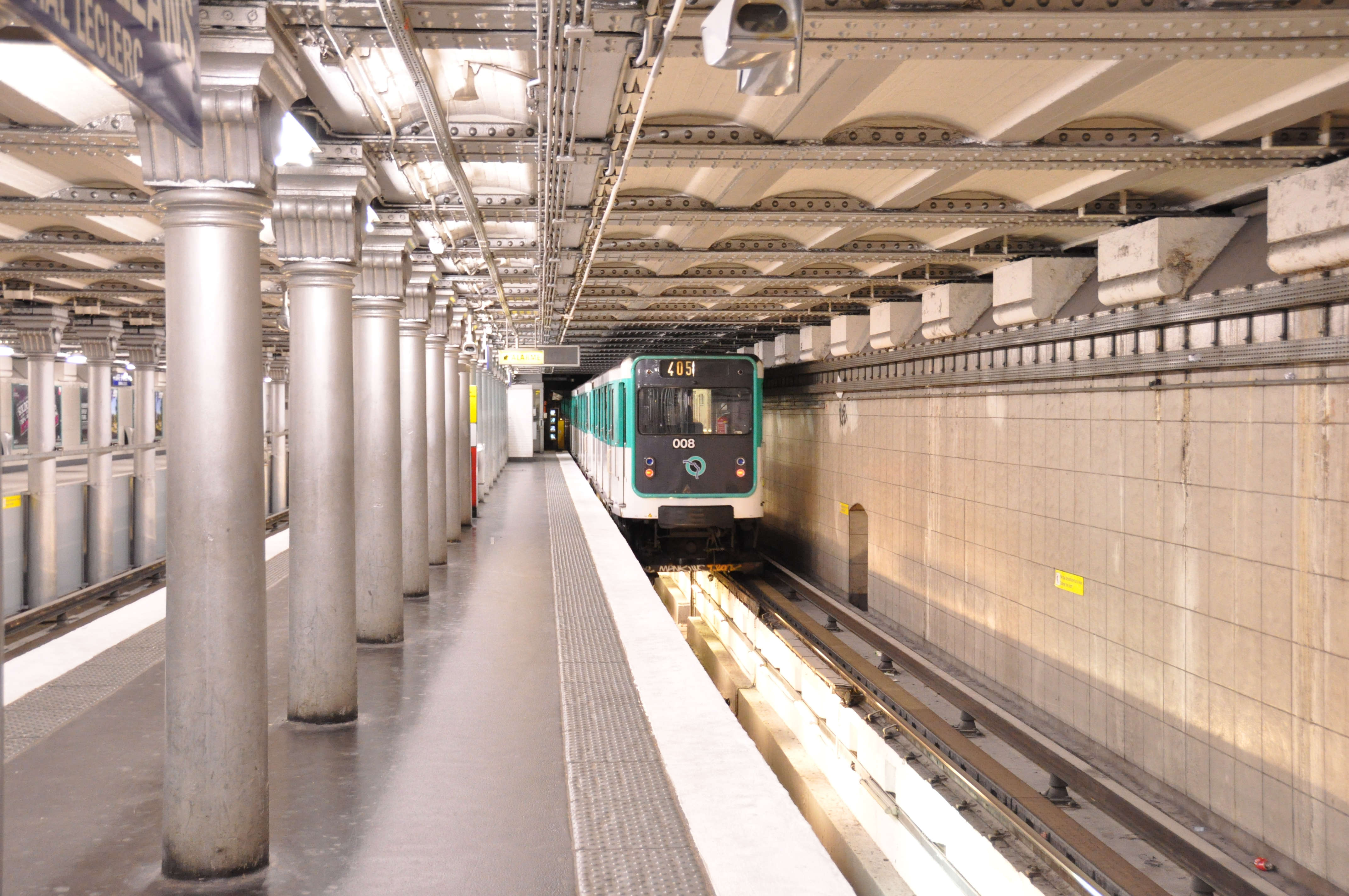
MP 59 — по 5 вагонов (линия 11)
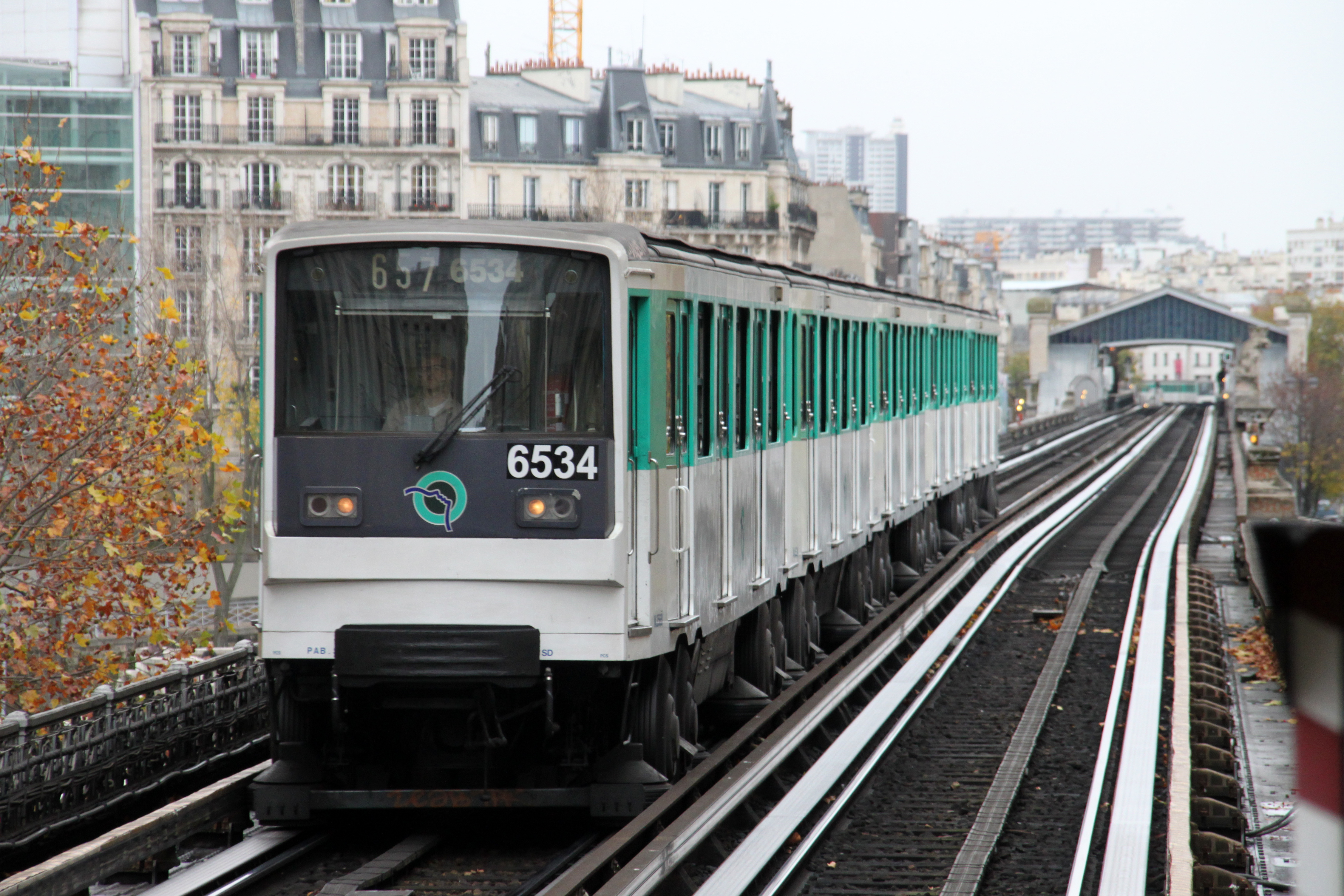
MP 73 — по 5 вагонов (линии 6 и 11)
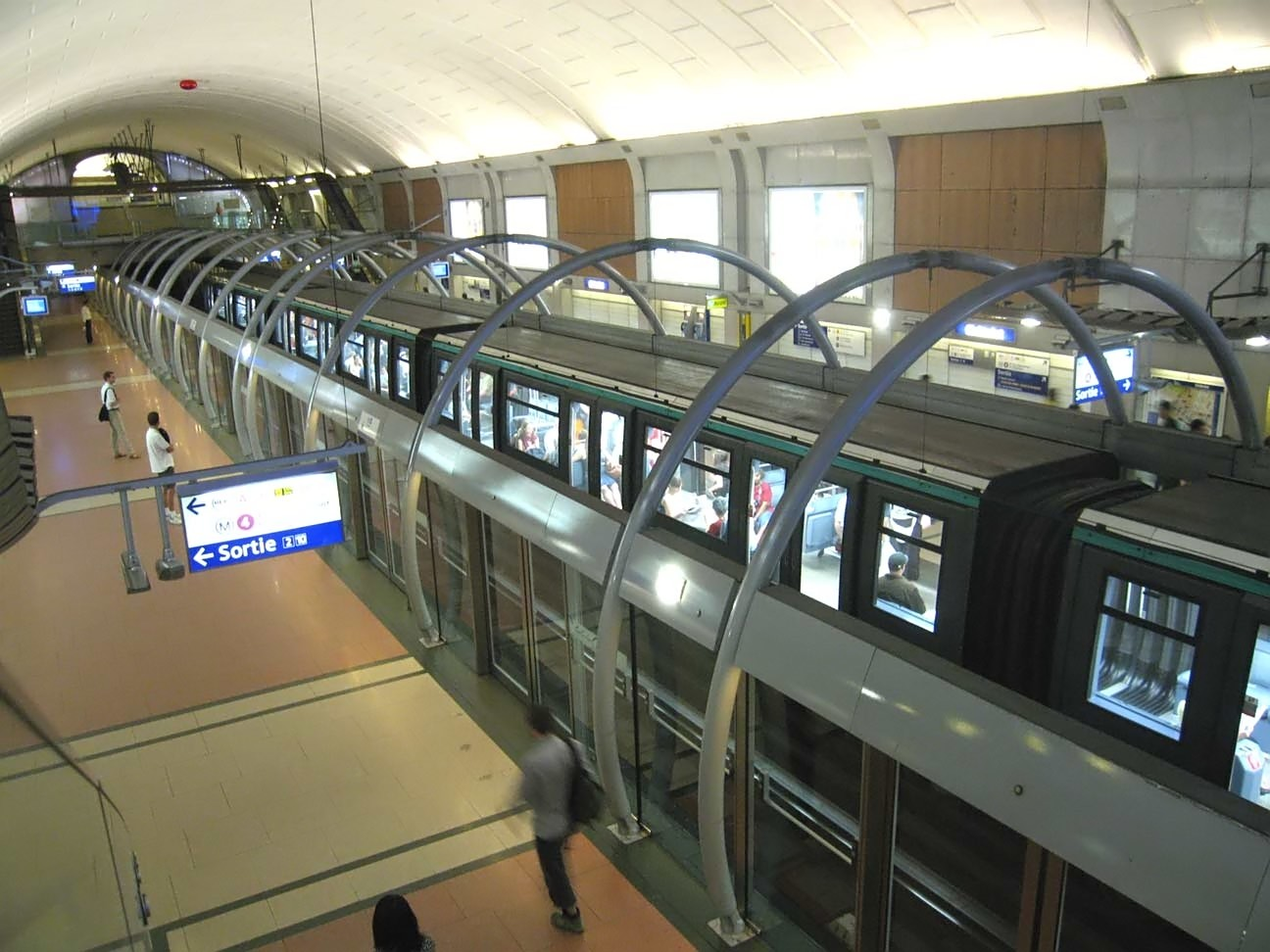
MP 89 CA — по 6 вагонов (линия 14)
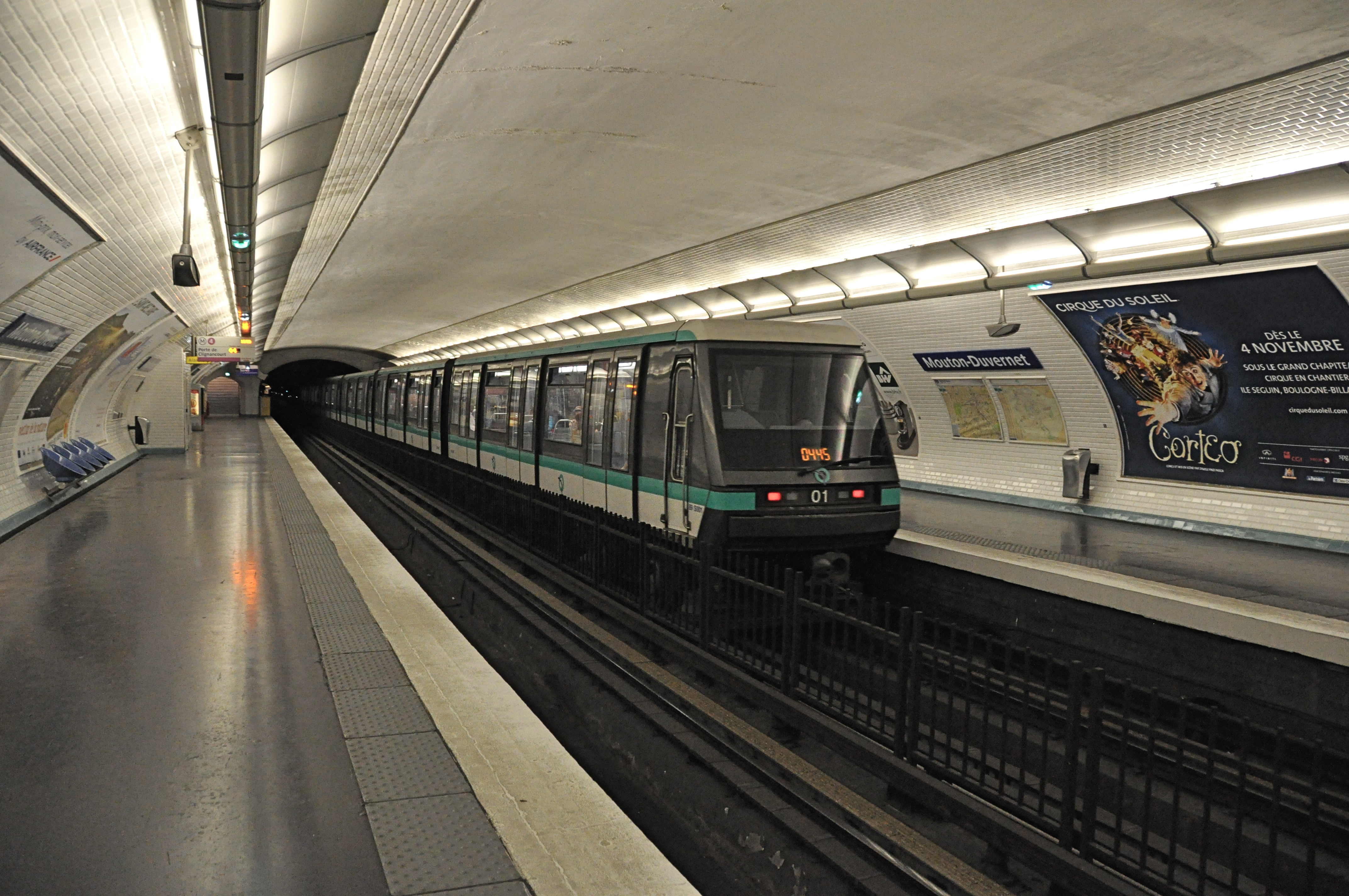
MP 89 CC — по 6 вагонов (линия 4)
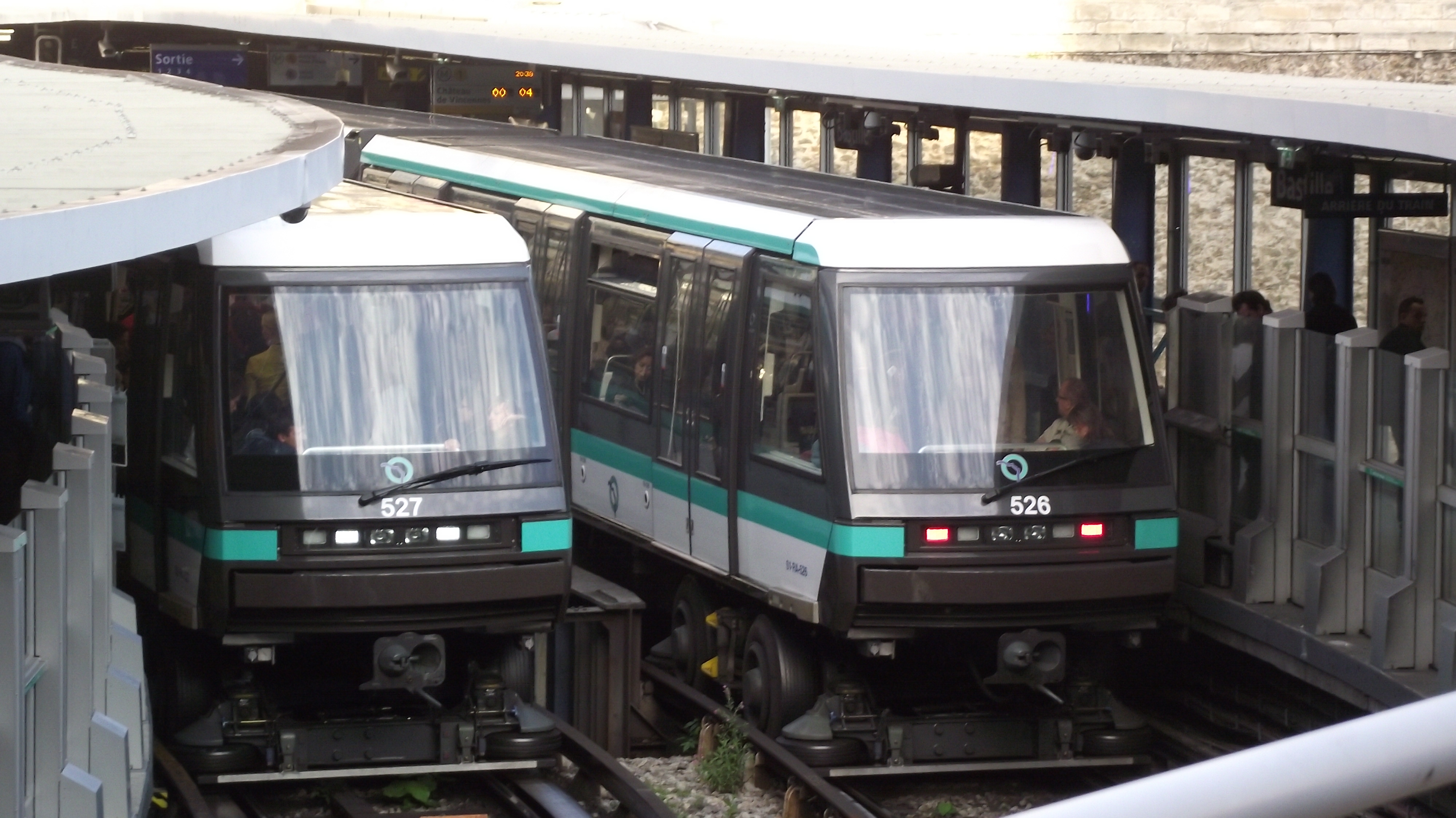
MP 05 — по 6 вагонов (линии 1 и 14)
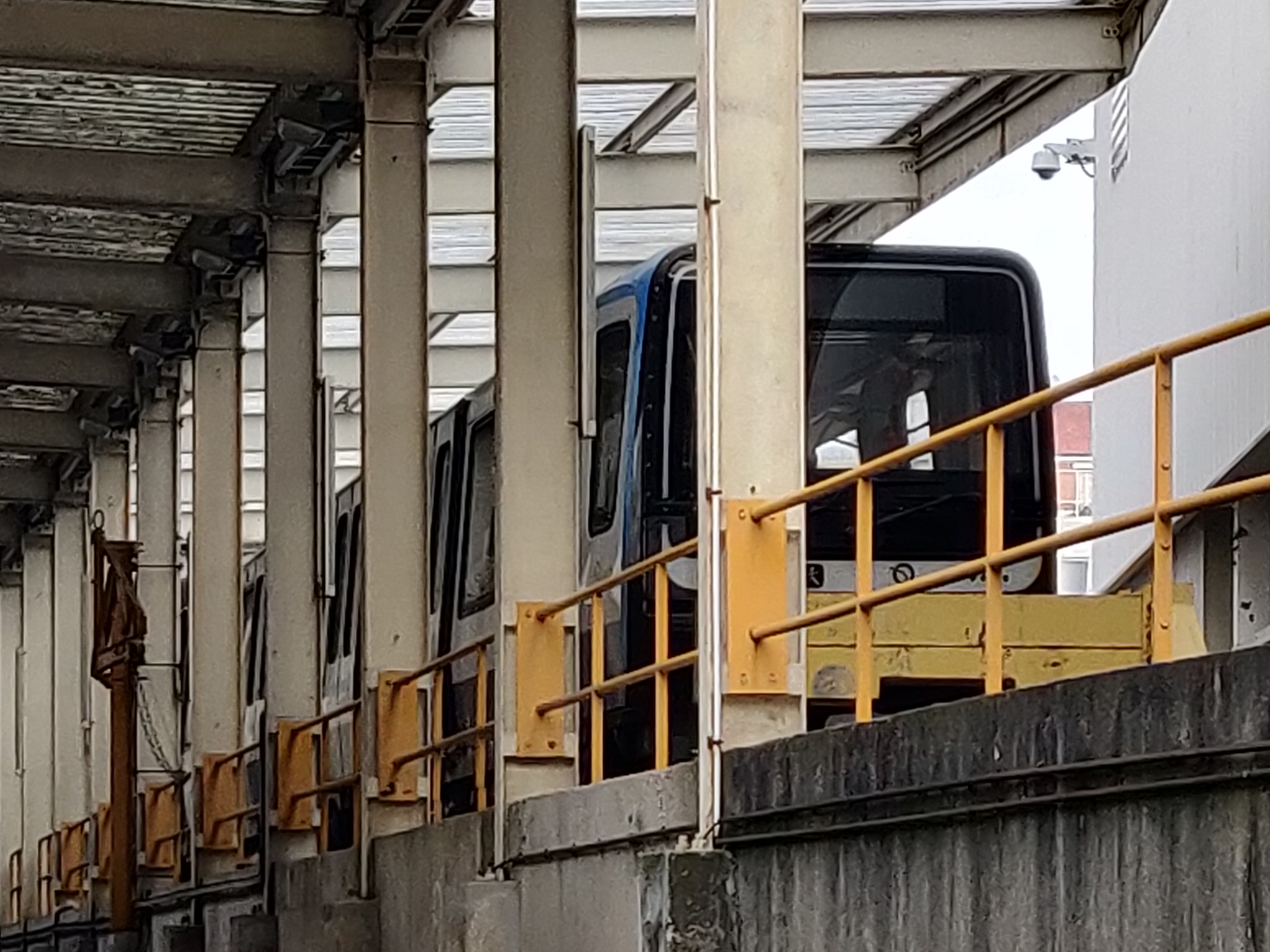
MP 14 — по 8 вагонов (линии 11 и 14)

- Вышедшие из эксплуатации
  - M1 (1900—1931)
  - Sprague-Thomson (в пассажирской эксплуатации с 1908 по 1983 год, часть вагонов переоборудована в служебные, эксплуатирующиеся и в настоящее время)
  - MA 51 (?—1994, линии 10 и 13)
  - MP 55 (1956—1999, линия 11)
  - Zébulon (опытный поезд, прототип MF 67, использовался для тренировок в 1968—2010 годах)
- Планируемые
  - MP 14 — планируются поставки на линию 4 (6 вагонов, 2017—2019), 11 (5 вагонов, 2022—2023), 14 (8 вагонов)
  - MF 19 — планируется замена всех оставшихся в эксплуатации поездов типов MF 67, MF 77 и MF 88 (2024—2030 год)
  - MR6V — планируются поставки на строящуюся линию 15.
  - MR3V — планируются поставки на проектируемые линии 16 и 17.

## Линии

### Действующие
| № | Линия      | Открытие | Последнее продление | Кол-во станций | Длина    | Годовой пассажиропоток |
| - | ---------- | -------- | ------------------- | -------------- | -------- | ---------------------- |
|   | Линия 1    | 1900     | 1992                | 25             | 16,6 км  | 165 921 408            |
|   | Линия 2    | 1900     | 1903                | 25             | 12,3 км  | 95 945 503             |
|   | Линия 3    | 1904     | 1971                | 25             | 11,7 км  | 91 655 659             |
|   | Линия 3bis | 1971     | 1921                | 4              | 1,3 км   | 91 655 659             |
|   | Линия 4    | 1908     | 2022                | 29             | 12,1 км  | 155 348 608            |
|   | Линия 5    | 1906     | 1985                | 22             | 14,6 км  | 92 778 870             |
|   | Линия 6    | 1909     | 1942                | 28             | 13,6 км  | 104 102 370            |
|   | Линия 7    | 1910     | 1987                | 38             | 22,4 км  | 121 341 833            |
|   | Линия 7bis | 1967     | 1911                | 8              | 3,1 км   | 121 341 833            |
|   | Линия 8    | 1913     | 2011                | 38             | 23,4 км  | 92 041 135             |
|   | Линия 9    | 1922     | 1937                | 37             | 19,6 км  | 119 885 878            |
|   | Линия 10   | 1923     | 1981                | 23             | 11,7 км  | 40 411 341             |
|   | Линия 11   | 1935     | 2024                | 19             | 11,7 км  | 39 700 000             |
|   | Линия 12   | 1910     | 2022                | 31             | 17,17 км | 81 409 421             |
|   | Линия 13   | 1911     | 2008                | 32             | 24,3 км  | 114 821 166            |
|   | Линия 14   | 1998     | 2024                | 20             | 27,8 км  | 92 200 000             |

### Строящиеся и проектируемые

Расположение линий на местности (октябрь 2011 года)

| № | Линия    | Открытие   | Кол-во станций | Длина | Примечания              |
| - | -------- | ---------- | -------------- | ----- | ----------------------- |
|   | Линия 15 | 2025       | 36             | 75 км | строится южный участок  |
|   | Линия 16 | 2024       | 10             | 25 км | строится                |
|   | Линия 17 | 2026       | 9              | 25 км | строится                |
|   | Линия 18 | 2027–2030  | 13             | 50 км | подготовительные работы |
|   | Линия 19 | после 2030 | 14             | 5 км  | планируется             |